# René de Perchambault de La Bigotière
Pour les articles homonymes, voir Perchambault de la Bigotière.

Armes des Perchambault : d'azur, au sautoir endenté d'or, cantonné de 4 têtes de lion arrachées d'or, lampassées de geules

René de Perchambault de la Bigotière, né le 9 janvier 1640 à Angers, de Guy de la Bigotière, et de Françoise Quentin, mort le 28 septembre 1727 à Vitré, est un juriste français, écuyer, sieur de Perchambault, docteur en droit, conseiller au Parlement de Bretagne.

## Biographie
René prit les degrés de docteur dans la faculté d'Angers, et fut reçu en 1696 dans l'académie de cette ville. Il est conseiller au Parlement de Bretagne, le 4 juillet 1665, et devint président aux enquêtes le 19 juin 1681, charge qu'il résigna en 1703.
Il épousa à l'église de la Trinité à Laval le 10 novembre 1668 Julienne Charlot.
Juriste et philosophe, M. de Perchambault est l'auteur de plusieurs ouvrages qui soulevèrent de violentes contestations, parce qu'à la jurisprudence, dans laquelle il était très versé, il mêla des questions de théologie et de morale.
Dès 1689, il publia sous le nom de Pierre Abel, avocat en parlement : Observations sommaires sur la Coutume de Bretagne pour faire connoître le sens qu'elle avait dans son origine, et celui que l'usage luy a donné. Avec la réduction de la même coutume, selon l'ordre des matières, et la pratique ordinaire du Palais., Laval, Jean Ambroise, imprimeur du Roy, et de Monseigneur le duc de la Trémoüille. 1689. Par Me Pierre Abel, avocat en Parlement.
Les ouvrages signés de son nom portent pour titre :
- Institution au droit français par rapport à la Coutume de Bretagne, avec une dissertation sur les devoirs des Juges, Rennes, 1693, Nicolas Audran, in-4 ; Vannes, Charles de Neuqueville, 1695 ; Rennes, in-4, 1702 ;
- Les Devoirs des juges et de tous ceux qui sont dans les fonctions publiques furent imprimés à part, à Paris, Desallier, 1696, in-18 ;
- Commentaires sur la coutume de Bretagne ou Institutions au droit français par rapport à la même coutume, Rennes, 1693 ; Rennes, 1702, in-4, Pierre Garnier ; dans la même ville, 1713, 2 vol. in-12 [5] ;
- La Coutume de Bretagne, avec des observations sommaires, petit volume imprimé à Rennes, 1694, Pierre Garnier, et qui n'est qu'une nouvelle édition revue et corrigée des Observations sommaires, parues à Laval, en 1689.

M. de la Bigotière publia en 1709, un Factum pour savoir si l'usage qui permet aux tuteurs de colloquer les derniers pupillaires à intérêt est autorisé. Ce factum in-4, imprimé à Rennes, chez la veuve Vatar, fut suivi d'un second sur le même sujet (Rennes, 1713). Ces 2 ouvrages et surtout son Traité de l'Usure et de l'Intérêt (Rennes, 1702), attirèrent à l'auteur de violentes critiques parce qu'il enseignait contre la doctrine généralement reçue la légitimité du prêt à intérêt. Il fut réfuté en particulier par le doyen de la Chambre des comptes de Bretagne, Jean Arthur de la Gibonnais, qui publia un Traité de l'Usure... ou l'ancienne doctrine opposée aux nouvelles opinions (Paris, in-12, 1710).
Combattu à la fois par les théologiens et les jurisconsultes. M. de la Bigotière s'adressa à la faculté de théologie de Nantes, pour avoir son avis. Celle-ci le lui donna, mais l'auteur se contenta de l'en remercier, sans rien rétracter. Alors la Faculté publia une Réponse, qui parut à Nantes, 1713, in-4, chez la veuve d'André Querro. M. de la Bigotière répliqua par un nouveau factum et par son Traité sur l'Usure, qui obligèrent la Faculté de publier un nouvel écrit : Réplique sommaire aux derniers ouvrages de M. de Perchambault, sur l'Usure, où elle réfute une à une toutes les objections de l'auteur. Auguste-Marie Poullain-Duparc, jurisconsulte breton, a publié des Observations sur les ouvrages de Perchambault ; il y relève plusieurs erreurs, mais il fait l'éloge du Commentaire et loue grandement le magistrat.
La controverse en était là, lorsque s'éleva un adversaire plus violent, l'abbé Ecolasse, chanoine de Rennes, qui dans sa Lettre critique du mois d'octobre 1713, non content d'incriminer les doctrines de M. de Perchambault, attaqua son caractère et sa personne. Il s'ensuivit un procès au criminel auquel le roi mit fin en imposant silence aux deux parties. L'abbé n'en fit pas moins paraître le mémoire qu'il avait préparé pour sa justification sous ce titre : Préjugés légitimes contre les livres de M. de la Bigotière, et principalement contre son livre intitulé Commentaire sur la Coutume de Bretagne (in-12, 1714, Trévoux). 
Ces querelles doctrinales n'empêchèrent pas M. de Perchambault de parvenir à une extrême vieillesse. Il fut président des requêtes au parlement de Bretagne et, aux dires de Louis Moréri, était fort habile philosophe des mœurs. 
Il mourut à La Baratière de Vitré le 28 septembre 1727, président aux enquêtes du parlement, et membre de l'Académie d'Angers depuis le 22 février 1696.